# Clytra valeriana
Clytra valeriana (лат.) — вид листоедов (Chrysomelidae) из подсемейства клитрины (Clytrinae). Встречается на Балканском полуострове, в Малой Азии, на Кавказе, в Крыму, Центральной Азии. Также обнаружен на о. Сицилии.